# Второй билль о правах
Второй Билль о правах был предложен президентом США Франклином Делано Рузвельтом в его ежегодном послании Конгрессу «О положении страны» 11 января 1944 года.
Основные тезисы Билля Франклин Рузвельт озвучил нации в своём выступлении по радио, выступление также записывалось на киноплёнку. Рузвельт утверждал, что «политических прав», гарантированных Конституцией и первым «Биллем о правах», «оказалось недостаточно, чтобы уверить нас в равенстве в погоне за счастьем». Средством Рузвельта было объявить «экономический билль о правах», который гарантировал бы:
- Право на полезную и оплачиваемую работу в промышленности, торговле, сельском хозяйстве, в шахтах Нации;
- Право на достойную заработную плату, обеспечивающую хорошее питание, одежду, отдых;
- Право каждого фермера выращивать и продавать свой урожай, что позволит обеспечить его семье достойную жизнь;
- Право на защиту каждого предпринимателя, будь то крупный или мелкий бизнес, от недобросовестной конкуренции и господства монополий дома или за рубежом;
- Право каждой семьи на достойное жильё;
- Право на достаточное медицинское обслуживание, должны быть созданы условия для сохранения здоровья человека;
- Право на достаточную экономическую защиту в старости, при болезни, несчастном случае, безработице;
- Право на хорошее образование.

Билль был предложен на фоне Второй мировой войны и Великой Депрессии. В деталях Билль не содержал ничего нового, кроме предложений и программ Рузвельта за прошедшее десятилетие (Новый курс Рузвельта), но он демонстративно связывал старый Билль о политических правах (направленных против правительства) с новым биллем об экономических правах, осуществляемых правительством: Рузвельт утверждал, что индивидуальная свобода и коллективное благосостояние совместимы и дополняют друг друга.
Билль не был принят Конгрессом, а через год Франклин Рузвельт умер.